# Melinoessa croesaria
Timana croesaria là một loài bướm đêm trong họ Geometridae.